# Nadhour (délégation)
Nadhour est une délégation tunisienne dépendant du gouvernorat de Zaghouan.
En 2004, elle compte 28 550 habitants dont 14 376 hommes et 14 174 femmes répartis dans 5 288 ménages et 5 540 logements.